# Maraton (miejscowość)
Maraton (gr. Μαραθώνας) – miejscowość w  Grecji, ulokowana na wybrzeżu Attyki, w administracji zdecentralizowanej Attyka, w regionie Attyka, w jednostce regionalnej Attyka Wschodnia. Siedziba gminy Maraton. W 2011 roku liczyła 7170 mieszkańców. Jest ośrodkiem rolnictwa, sportu i letniskiem. Znajduje się tu duży zbiornik retencyjny.
Miasto posiada niewielki, wszakże elegancki, lekkoatletyczny stadion sportowy, z wyraźnie zaznaczoną nowoczesną bazą lokalową, prócz niego olimpijski ośrodek kajakarstwa (tzw. tory wodne Schinias), nowoczesny ośrodek pływacki, gminny ośrodek kultury i międzynarodową Fundację Promocji Biegu Maratońskiego, obecnie, z uwagi na kryzys, działającą głównie w formie muzeum. Rozwinięta jest infrastruktura hotelarsko-gastronomiczna, a kompleks Błękitna Plaża (gr. Γαλάζια Ακτή) służy wypoczynkowi nadmorskiemu. W wielu miejscach, w tym przy ważnych skrzyżowaniach, ustawiono plansze z mapami i z obszerną informacją turystyczną. Wyróżniono obiekty związane z imprezami sportowymi, cmentarze z okresu wczesno- i środkowohelladzkiego, antyczny pomnik wielkiej bitwy z Persami, Kopiec Ateńczyków, zespół świątyń bóstw egipskich, z okresu rzymskiego, oraz miejscowe muzeum archeologiczne.
W latach 1927–1929, w pobliżu Maratonu wybudowano duży zbiornik wodny z tamą, z towarzyszącym mu 13-kilometrowym, tunelem-wodociągiem, nazwany maratońskim – pierwsze z funkcjonujących dziś dużych ujęć dla Wielkich Aten. Toteż niewielka Równina Maratońska, wraz z samym miastem, aktualnie stanowią jeden z ważniejszych, podateńskich obszarów produkcji warzyw.

## Transport
Do miasta prowadzą z Aten trzy drogi: skromniejsza, wszakże interesująca krajobrazowo, od miejscowości Agios Stefanos i autostrady Ateny-Saloniki, poprzez tamę Maratońskiego Zbiornika Wodnego; druga, gwarantująca kolejno trzy rozległe panoramy – wśród nich tę na sławny kamieniołom – droga przez górę Pentelikon, do ateńskiej dzielnicy Nea Penteli; oraz trzecia – standardowa trasa szybkiego ruchu, skomunikowana z lotniskiem, albo z odgałęzieniem autostrady Attiki Odos, przez nią z kolejnymi autostradami, jednak nieinteresująca turystycznie. Działa ateńska komunikacja autobusowa.

## Bitwa pod Maratonem

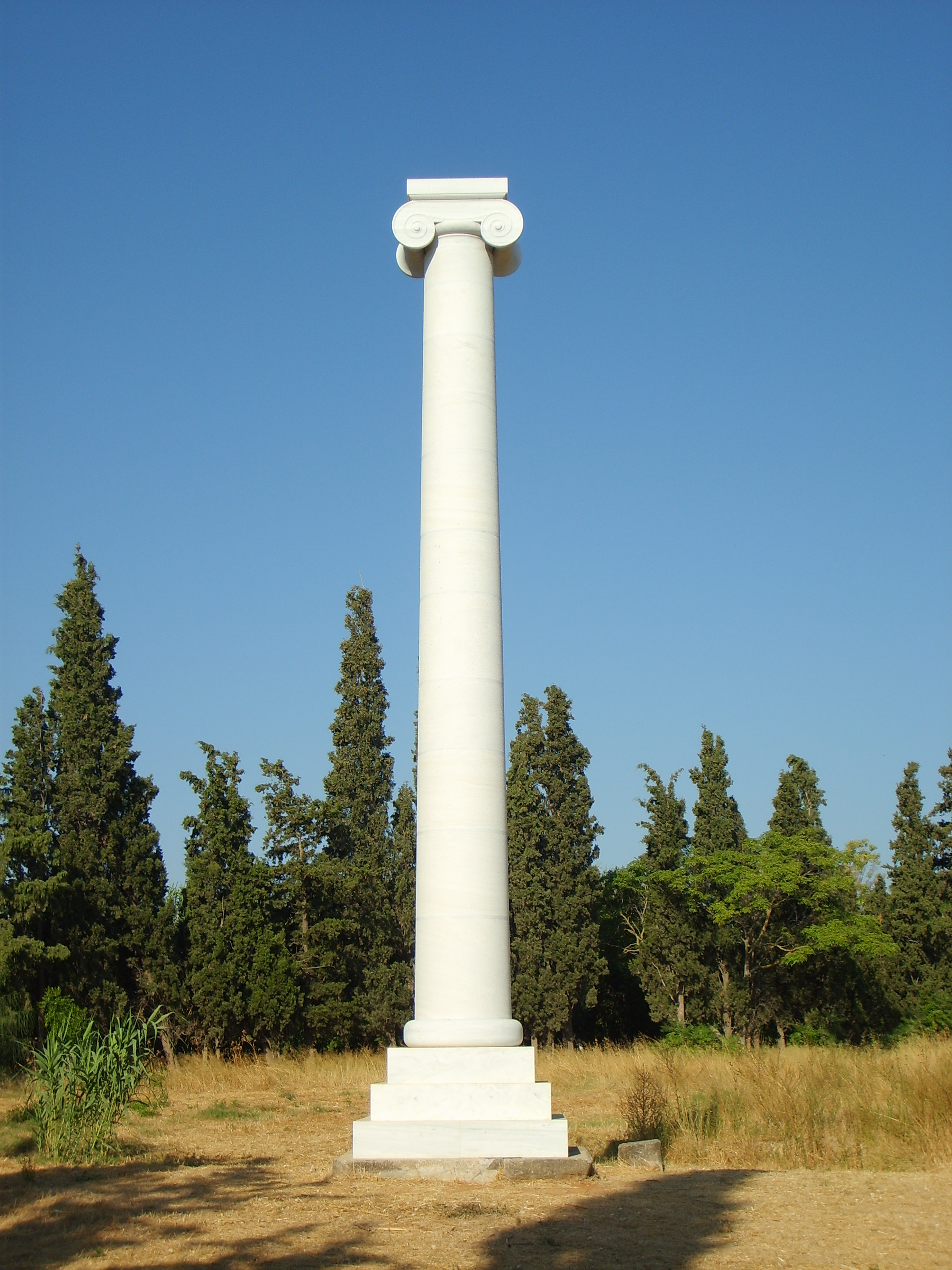
Antyczny obelisk, upamiętniający bitwę z 490 r. p.n.e. Wygląd po renowacji

W dniu 12 września 490 r. p.n.e. pod Maratonem Grecy i Persowie stoczyli bitwę zakończoną zwycięstwem Hellenów. Według legendy po zwycięskiej bitwie wysłano do Aten posłańca Filippidesa, by obwieścić zwycięstwo i ostrzec przed zbliżającą się flotą perską. Ten, dotarłszy na miejsce, ogłosił nowinę i padł z wycieńczenia. Wkrótce potem, również biegiem, dotarła do miasta większość ateńskiego wojska. Na pamiątkę tego wydarzenia rozgrywany jest bieg maratoński na dystansie 42,195 km. Dyscyplina ta jest obecna na nowożytnych igrzyskach olimpijskich od ich pierwszej edycji (Ateny 1896). Grekami, podczas tej bitwy i wielu innych, dowodził Miltiades.
Starannie odnowiony, z dobrze oznakowanym dojazdem, jednak niemal niewidoczny wśród pól uprawnych i gajów, stoi dziś pomnik tej bitwy.
Maraton rokrocznie staje się punktem startowym biegów maratońskich, a współczesnymi arteriami komunikacyjnymi prowadzi stąd do Aten tzw. Droga Maratońska, co 1 km oznakowana tablicami informacyjnymi. Około siódmego kilometra, sportowcy obiegają wokół parkowo-muzealny teren Kopca Ateńczyków, czyli grób poległych w owej bitwie Greków.